# آرونولد (کالیفرنیا)
آرونولد (به انگلیسی: Arnold) یک منطقهٔ مسکونی در ایالات متحده آمریکا است که در شهرستان کالاوراس، کالیفرنیا واقع شده‌است. آرونولد ۳۸٫۴۶ کیلومتر مربع مساحت و ۳٬۸۴۳ نفر جمعیت دارد و ۱٬۲۱۹ متر بالاتر از سطح دریا واقع شده‌است.